# NXIVM
NXIVM (communément prononcé « Nexium »,) est une secte américaine fondée en 1998 et dirigée par Keith Raniere, d'abord sous l'appellation « Executive Success Programs (ESP) », puis « NXIVM » à partir de 2003. Le fonctionnement de l'organisation repose sur un système de vente pyramidale, proposant des évènements présentés comme des séminaires de développement personnel et professionnel.
Le 26 mars 2018, son gourou présumé, Keith Raniere, est arrêté au Mexique. Il est notamment accusé de trafic sexuel, extorsion, association de malfaiteurs, menaces et détention d'images pédopornographiques.
L'actrice Allison Mack, considérée comme le numéro deux de la secte, est aussi arrêtée par le FBI en avril 2018. Elle est condamnée le 30 juin 2021 à trois ans de prison pour avoir participé à l'embrigadement de jeunes femmes en vue de les soumettre à une forme d'esclavage sexuel.
En latin, « Nexum » est le nom d'une garantie entre un débiteur et son créancier, et signifie fournir son propre asservissement jusqu'à l’extinction d'une dette. Il s'agit d'un contrat d'esclavage qui a existé pendant la République romaine.

## Histoire
Au début des années 1990, Keith Raniere crée une première entreprise de vente multi-niveau, Consumers' Buyline Inc. (CBI), rapidement identifiée comme étant un système de vente pyramidale par les régulateurs d'une vingtaine d’États,.
En 1996, Raniere signe une ordonnance de consentement dans laquelle il ne reconnait pas être coupable mais s'engage à payer une amende de 40 000 dollars, dont il ne règlera finalement que 9 000 dollars. En outre, il lui est interdit de « promouvoir, d'offrir ou d'accorder sa participation à un système de distribution en chaîne »,.

### Fondation et premières critiques

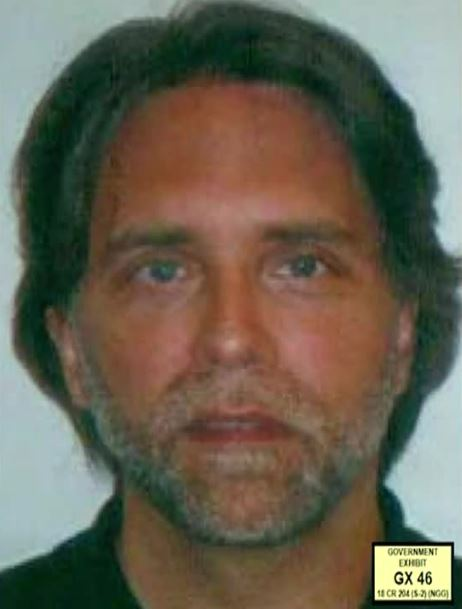
Portrait de Keith Raniere en 2019.

#### Executive Succes Programs (ESP)
En 1997, il rencontre Nancy Salzman, une ancienne infirmière qui s'est spécialisée en programmation neurolinguistique. Ensemble, ils fondent Executive Success Programs (ESP) en 1998, une entreprise qui vend des formations et une gamme de prétendues techniques de développement personnel. Son fonctionnement ressemble à celui de CBI, avec des membres recrutant d'autres membres grâce à la réputation de Raniere,,. Pendant les séminaires, les étudiants doivent l'appeler « Vanguard », en référence à un jeu vidéo d'arcade sorti en 1981. Salzman, en tant que cadre de l'organisation et première disciple, est surnommée « Prefect » (en français « Préfète »),.  
Il est demandé aux participants d'adhérer aux principes d'une méthode baptisée Rational Inquiry (« enquête rationnelle »),. Pendant une période d'intense introspection, les étudiants sont invités à partager leurs secrets les plus intimes, parfois des souvenirs traumatisants, qui constituent des leviers émotionnels que les formateurs peuvent ensuite manipuler pour servir les intérêts de l'organisation et de son leader,. Une liste de règles et de comportements ritualisés, un système hiérarchique d'écharpes colorées et des accords de confidentialité complètent le dispositif d'endoctrinement des nouvelles recrues,.

#### Recrutement de Sara et Clare Bronfman
En 2002, Sara et Clare Bronfman, héritières de la famille Bronfman, sont recrutées par NXIVM. Sara, alors âgée de 25 ans, rejoint d'abord le groupe après l'échec de son premier mariage, bientôt suivie par sa sœur Clare,. 
L'année suivante, leur père, Edgar M. Bronfman Sr., est invité à suivre des cours, ce qu'il fait pendant plusieurs mois avant d'interrompre brusquement le suivi de ses entretiens individuels avec Nancy Salzman lorsqu'il découvre que Clare Bronfman a prêté 2 millions de dollars pour le développement d'une entreprise liée à NXIVM,,.
La fortune substantielle des deux sœurs permet à la secte d'étendre ses activités et d'acquérir plusieurs biens immobiliers, qui sont transformés en centres de formation,. En août 2004, à l'occasion de la Vanguard Week – une longue célébration de l'anniversaire de Raniere organisée chaque été – Sara et Clare Bronfman annoncent publiquement un don de 20 millions de dollars pour la création d'une nouvelle fondation « éthique »,. Selon Barbara Bouchey, une ancienne membre du conseil d'administration de NXIVM et la planificatrice financière des deux héritières jusqu'en 2009, celles-ci considéraient leur soutien financier comme un moyen d'assainir leur fortune. Plusieurs fondations à but non-lucratif sont ainsi créées, à l'instar de l'Ethical Science Foundation, du Rainbow Cultural Garden et du World Ethical Foundations Consortium.
Entre 2005 et 2007, à la suite d'un mauvais placement financier sur le marché des matières premières, environ 66 millions de dollars sont dépensés par Sara et Clare Bronfman pour couvrir les pertes de Raniere,. En 2007, elles investissent 26,4 millions de dollars dans un projet immobilier à Los Angeles, Californie, qui échoue et donne lieu à une procédure judiciaire. Elles consacrent également 11 millions de dollars à l'achat d'un avion privé Canadair de 22 places,,. Près de 150 millions de dollars appartenant à la fortune familiale sont dilapidés entre 2004 et 2010,,. Une partie de cette somme, évaluée à environ 50 millions de dollars par l'avocat Peter Skolnik, est utilisée pour poursuivre en justice les opposants de NXIVM,. 

#### Allégations de dérives sectaires
En août 2003, une action judiciaire est intentée contre l'expert américain Rick A. Ross, qui a publié sur ses sites Web des extraits du manuel confié aux étudiants en formation,. Dans sa déclaration sous serment, Keith Raniere affirme que l'entreprise dont il est le fondateur a subi un préjudice irréparable : « Cette fausse histoire avec notre matériel protégé par des droits d'auteur et diffusé par un média international ne pourra jamais être complètement effacée ». 
Un an plus tôt, Ross est engagé par les parents de Michael Sutton et Stephanie Franco, qui ont dépensé plusieurs milliers d'euros pour suivre des cours. Si l'intervention auprès de Sutton est un échec, sa demi-sœur accepte de transmettre le matériel utilisé pour les séminaires afin qu'il soit expertisé. Selon Ross, les adeptes de NXIVM subissent un « lavage de cerveau » et « la capacité des gens à penser de manière indépendante est largement compromise ». Les conclusions des deux spécialistes sollicités sont publiées sur les deux sites Web gérés par l'Institut Ross,,, entraînant le dépôt d'une plainte pour violation des droits d'auteur, dénigrement de marque et ingérence dans les relations contractuelles. Stephanie Franco et ses parents sont aussi poursuivis, ainsi que les auteurs des trois articles critiques mis en ligne,.
Le 20 avril 2004, la cour d'appel des États-Unis pour le deuxième circuit confirme le refus de la requête de NXIVM demandant une injonction préliminaire ordonnant à Ross de retirer les publications contestées de ses sites Web. Il s'agit de la première des nombreuses décisions rendues au cours d'une procédure qui va durer quatorze ans,.
En octobre 2003, le magazine Forbes publie une enquête sur Keith Raniere et l'organisation qu'il dirige, désormais connue sous le nom de NXIVM,. Intitulé Cult of Personality (« Culte de la personnalité »), l'article révèle que les nouveaux membres doivent s'incliner devant « Vanguard » et cite Edgar M. Bronfman Sr. : « Je pense que c'est une secte ». La publication remet en question le statut de Raniere, en soulignant les échecs commerciaux de ses précédentes entreprises (CBI et National Health Network). Il est aussi précisé que trois personnes ont dû interrompre leur formation pour suivre un traitement psychiatrique, dont une jeune femme de 28 ans contrainte de se rendre à l'hôpital après un séminaire intensif de dix-sept heures,.

#### Recrutement et implication d'Allison Mack
Allison Mack, une actrice américaine connue pour son rôle dans la série télévisée Smallville, participe pour la première fois à une activité de NXIVM en 2006. Il s'agit d'un cours d'introduction de deux jours consacré à la présentation de « Jness », un mouvement destiné au partage des idées de Raniere sur les femmes et les différences entre les deux sexes,. Mack accompagne Kristin Kreuk, une autre actrice de la série Smallville qui a récemment rejoint l'organisation. Son recrutement a été préparé par les dirigeants de NXIVM, à la demande de Raniere, qui voit en elle une opportunité d'attirer plus de membres grâce à sa notoriété,.
L'évènement a lieu à Vancouver, au Canada, où une antenne de NXIVM a ouvert en 2009. C'est l'un des centres les plus actifs de l'entreprise, cofondé par le réalisateur Mark Vicente et l'actrice Sarah Edmondson. À l'issue des deux jours de séminaire, Mack est invitée à Albany pour rencontrer Raniere, ce qu'elle accepte,. Elle s'implique progressivement dans le recrutement des nouveaux membres après avoir suivi une première formation de cinq jours en avril 2007,. 
C'est aussi elle qui supervise et anime les programmes « Jness », « The Source », un atelier de théâtre réunissant des acteurs, et « A Cappella Innovations », un festival de chant a capella de plusieurs jours organisés en 2007 et 2008. Ces évènements sont présentés comme des spectacles universitaires mais seraient « une façade pour attirer des étudiants impressionnables vers NXIVM » d'après le témoignage d'un ancien participant recueilli par Vanity Fair en 2021,,. 

#### Polémique entourant la visite du Dalaï-lama

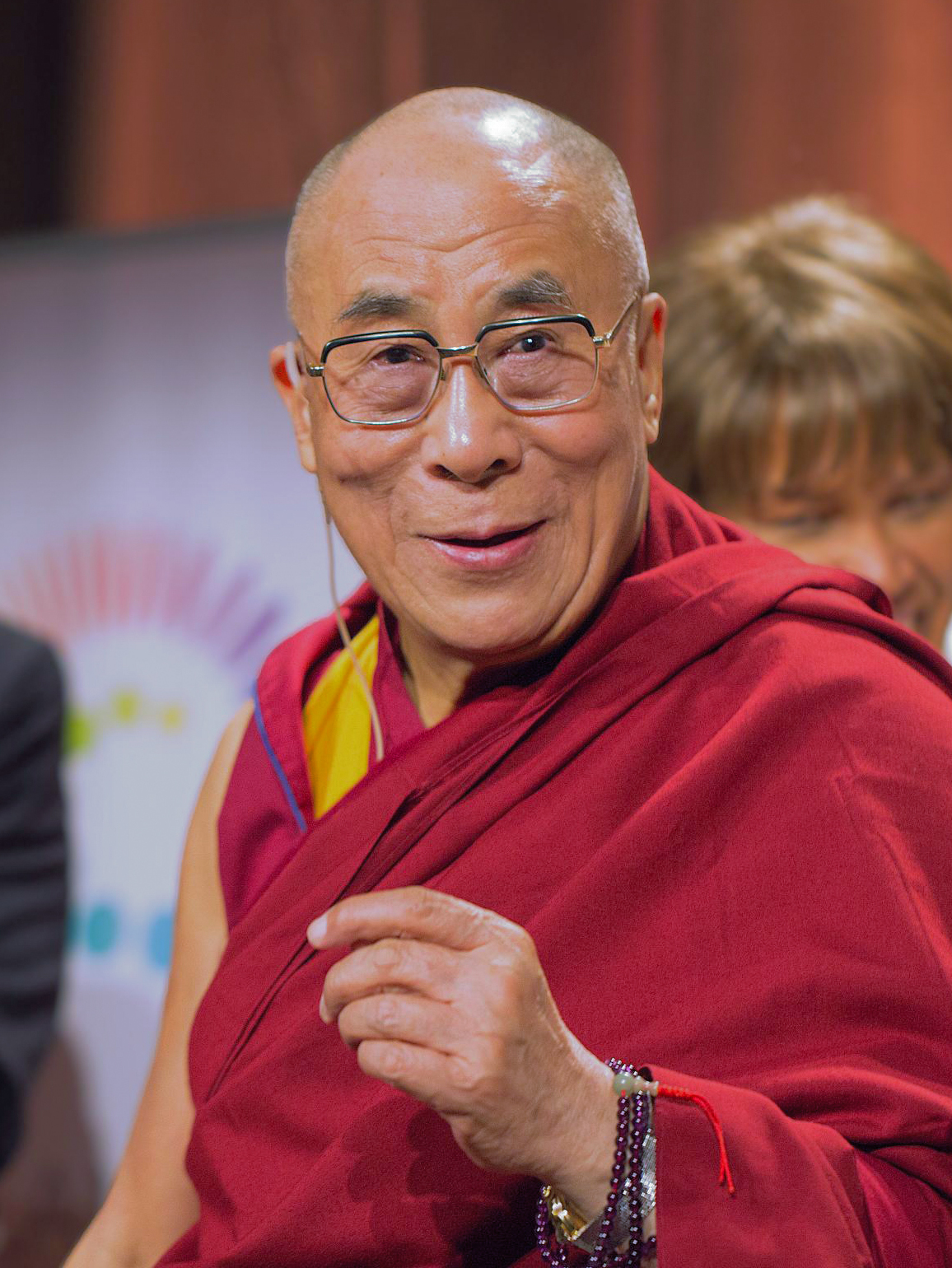
Le 14^{e} dalaï-lama en 2012.

En 2009, Sara et Clare Bronfman sollicitent le soutien du Dalaï-lama et dépensent environ 1 million de dollars pour organiser sa venue à une série de conférences du World Ethical Foundations Consortium à Albany,. 
Lorsque l'évènement est annoncé publiquement, les allégations concernant le passé de Raniere et les pratiques de son entreprise sont reprises par la presse locale et suscitent de nouveau la controverse. Alors que plusieurs apparitions parrainées par NXIVM sont prévues du 18 au 22 avril, dans deux campus universitaires et au Times Union Center, le 14e dalaï-lama annule sa visite,,.
Keith Raniere, Nancy Salzman et les deux héritières se rendent à Dharamsala, en Inde, pour le rencontrer en privé et tenter de le faire changer d'avis,,. Finalement, le 14e dalaï-lama accepte de participer à une unique conférence qui se tient le 6 mai 2009 au Palace Theatre d'Albany,. Une écharpe de soie blanche appelée khata est remise à Raniere sur scène par le guide spirituel, qui aurait également signé l'avant-propos de son livre Le Sphinx et Thelxiepeia quelques semaines plus tôt.
En octobre 2017, le journal britannique The Guardian révèle que le moine Tenzin Dhonden a été démis de ses fonctions de secrétaire et d'administrateur du Dalai Lama Trust à la suite d'accusations de corruption. Sa relation avec Sara Bronfman est dévoilée au cours des semaines qui suivent,,.

#### Défection d'un groupe de cadres
En marge de la visite du Dalaï-lama, neuf femmes appartenant au cercle restreint de Raniere quittent NXIVM en dénonçant « des pratiques contraires à l'éthique » et des abus,. Elles confrontent Raniere lors d'une série de conversations enregistrées en caméra cachée par Barbara Bouchey et Susan Dones, une formatrice qui a ouvert en 2001 le centre de Tacoma, Washington,,. 
Un extrait d'environ 8 minutes est publié sur YouTube par Dones en octobre 2010, dans lequel Raniere affirme : « J'ai fait tuer des gens à cause de mes croyances – ou à cause de leurs croyances »,.
Le 24 avril 2009, un courrier électronique est adressé aux deux cofondateurs de NXIVM par les démissionnaires, accompagné d'une facture de 2,1 millions de dollars correspondant à leurs pertes financières estimées,,.

### Procédures judiciaires contre les opposants
Pour contrer l'impact de ces allégations sur les activités et la notoriété de l'organisation, des poursuites judiciaires systématiques sont engagées contre ses anciens membres et les journalistes critiques,.

#### c. Toni Natalie
C'est d'abord le cas de Toni Natalie, une femme que Raniere rencontre lors d'une réunion de CBI en avril 1991,. À la suite de leur rupture en 1999, Natalie est harcelée par les proches du gourou,. Elle est aussi accusée d'avoir falsifié des documents en lien avec la faillite d'une entreprise de vente de produits naturels fondée avec Keith Raniere en 1994. La procédure judiciaire est ainsi contestée et bloquée par les avocats de NXIVM pendant huit ans et quatre mois,,. Dans sa décision du 7 janvier 2003, le juge du tribunal de district Robert Littlefield Jr. écrit : « cette affaire ressemble à une tentative de vengeance ou de représailles d'un homme rejeté contre son ancienne petite amie, avec de nombreuses tentatives pour la faire trébucher ». 
En août 2011, Toni Natalie dépose des documents devant un tribunal fédéral alléguant qu'elle a été violée à plusieurs reprises par Raniere avant leur séparation en avril 1999,.

#### c. Joseph O'Hara
Joseph O'Hara, avocat et homme d'affaires basé à Albany, rejoint NXIVM en tant que consultant en octobre 2003. En janvier 2015, il démissionne en dénonçant des actes illégaux commis dans le cadre de la surveillance de ses détracteurs. Il exprime également son inquiétude quant au sort réservé à l'enfant de Keith Raniere et Kristin Keefe, une de ses maitresses,.
En 2007, O'Hara fait l'objet d'une inculpation pour vol par le procureur général du comté d'Albany, P. David Soares, à la suite de pressions exercées par des représentants de NXIVM. Pendant plusieurs semaines, Kristin Keeffe, qui supervise les actions judiciaires engagées par NXIVM, est autorisée à travailler dans le bureau du procureur général. L'affaire est finalement rejetée par un juge pour manque de preuves. En février 2012, Joseph O'Hara dépose une plainte contre Raniere, Nancy Salzman, Keeffe, P. David Soares et une quinzaine d'avocats impliqués dans le complot visant à l'accuser d'actes criminels,. La presse rapporte des tentatives d'influence sur le procureur général, notamment les appels et les visites des sœurs Bronfman, de Scott Harshbarger (ancien procureur général du Massachusetts) et de Richard Mays (ancien juge de la Cour suprême de l'Arkansas).
Le 30 juin 2008, O’Hara dépose le bilan après la liquidation de deux de ses entreprises, contraint de rembourser un prêt de deux millions de dollars accordé par Clare Bronfman en 2004,. En novembre, Sara et Clare Bronfman contestent la procédure, alléguant que leur créance devrait être jugée non libérable. Après une longue bataille judiciaire, au cours de laquelle O'Hara se représente pro se, un jugement rendu en juillet 2012 l’oblige à verser 1,6 million de dollars à chacune des deux sœurs,.

#### c. Barbara Bouchey
En 1999, Barbara Bouchey est contactée par Pamela Cafritz et Nancy Salzman. Elle s'implique progressivement dans les activités de NXIVM en tant que conseillère financière et commence une relation intime avec Keith Raniere après avoir suivi une formation intensive de trois semaines en mars et avril 2000,. Barbara Bouchey est à l'origine de centaines de recrutement pour le compte de l'entreprise, dont ceux de Susan Dones, du réalisateur Mark Vicente et de l'acrtrice Sarah Edmondson,,. En 2004, Sara et Clare Bronfman deviennent clientes de sa société de gestion d'actifs financiers, sur les conseils de Raniere,.
En janvier 2008, elle démissionne de son poste au conseil d'administration de NXIVM, au sein duquel siègent également Loreta Garza, Lauren Salzman et Karren Unterreiner, qui sont toutes des partenaires sexuelles de Keith Raniere. Le modèle économique de l'entreprise inquiète aussi Barbara Bouchey, dont les remarques sont ignorées.
Elle quitte NXIVM en avril 2009 avec huit autres femmes, en emportant des documents bancaires relatifs aux opérations effectuées par Sara et Clare Bronfman. Depuis son départ, Barbara Bouchey déclare avoir été impliquée dans quatorze affaires judiciaires initiées par les avocats de la secte et les héritières de la famille Bronfman, soit en tant qu'accusée, soit en tant que témoin,. Elle est successivement accusée de diffamation, de violation de la confidentialité de ses clients et d'extorsion. Un an après son départ, elle est contrainte de déclarer sa société de gestion d'actifs en faillite,.

#### c. Susan Dones et Kim Woolhouse
Susan Dones est aussi poursuivie après la fermeture du centre de Tacoma et le dépôt de son dossier de faillite personnelle en 2010. Quelques heures avant que la procédure ne soit entérinée par le tribunal, un avocat de NXIVM intervient pour faire rejeter sa requête, l’empêchant ainsi de bénéficier de la protection juridique prévue. Susan Dones et son associée, Kim Woolhouse, sont accusées d'avoir violé leurs accords de confidentialité avec l'organisation. « NXIVM est une machine à litiges qui s'empresse d'intenter des poursuites judiciaires contre quiconque exprime une opinion sur les comportements de son "chef" Keith Raniere » déclarent-elles en 2011,. Le juge Brian D. Lynch rejette presque toutes les accusations formulées à leur encontre et prononce une injonction permanente interdisant à Dones de diffuser la vidéo enregistrée en 2009 à l'insu de Raniere,.  

#### c. Frank Parlato Jr.
Frank Parlato Jr. est un attaché de presse engagé par NXIVM en 2007 pour améliorer la réputation et les relations publiques de l'organisation, confrontée à une couverture médiatique défavorable,. Impliqué dans un conflit lié au développement d'un projet immobilier à Los Angeles, il est licencié en février 2008.   
En 2015, il est inculpé de fraude fiscale par le ministère de la Justice américain à l'issue d'une enquête fédérale de quatre ans, faisant suite à des accusations de Sara et Clare Bonfman,. Comme dans l'affaire visant Joseph O'Hara, des pressions exercées sur les procureurs sont évoquées. Frank Parlato Jr. plaide coupable en août 2022 du chef d'accusation de non-déclaration volontaire de revenus portant sur des transactions en espèces. Le 31 juillet 2023, il est condamné à cinq mois d'assignation à résidence, un an de probation et à verser 184 939,51 dollars de dédommagement à l'Internal Revenue Service (IRS),.

### Manipulation mentale, chantage et abus sexuels

#### Premières victimes de Keith Raniere
Dans un article du Times Union publié en février 2012, les journalistes James M. Odato et Jennifer Gish dévoilent une partie du passé criminel de Keith Raniere. Il est notamment question d'abus sexuels commis à l'encontre de jeunes filles.
Parmi les victimes identifiées, Gina Hutchinson, séduite puis violée par Raniere lorsqu'elle avait 14 ans, a été retrouvée morte en 2002 sur le terrain d'un monastère bouddhiste à Woodstock, New York. Heidi Hutchinson, la sœur de Gina, est convaincue que l'emprise psychologique exercée par Raniere est à l'origine de son suicide,. 
Le 6 février 2003, une femme de 35 ans habitant à Anchorage, Alaska, disparait au milieu d'un séminaire de NXIVM et ne sera jamais retrouvée,,. Quelques mois plus tôt, Kristin Snyder a suivi sa première formation intensive de seize jours, affectant considérablement sa santé mentale selon ses proches,.

#### Daniela et Camila
Daniela, âgée de 16 ans et deuxième enfant d'une famille de Monterrey, au Mexique, se prépare à effectuer sa rentrée scolaire dans un lycée international en Suisse lorsqu'elle suit un premier cours NXIVM en 2002. D'abord attirée par les ambitions et l'approche philosophique de l'organisation, qui se donne pour mission de « sauver le monde », elle décide de s'installer à Albany,. Ses compétences autodidactes en programmation informatique sont remarquées par Nancy Salzman et Karen Unterreiner, chargée de superviser la partie administrative de NXIVM. Selon plusieurs témoignages, dont le sien lors du procès, Daniela a été préparée pour avoir des relations sexuelles avec Keith Raniere quand elle était mineure. Une semaine après son dix-huitième anniversaire, leur premier rapport sexuel a lieu dans le local d'un immeuble de bureaux autrefois utilisé pour les activités de CBI,. Installée dans une maison de Clifton Park avec les femmes les plus proches de Raniere, Daniela réalise diverses tâches administratives pour l'entreprise, sans toujours être rémunérée,. 
En 2003, elle est rejointe par sa sœur aînée, Marianna, qui devient aussi une partenaire sexuelle régulière de Raniere. Plus tard, Daniela témoignera qu'il leur était fortement déconseillé d'en parler entre elles ou avec leurs parents. En 2004, elle entre illégalement aux États-Unis avec la complicité de Kathy L. Russell, ce qui l'empêchera ensuite de se tourner vers les autorités,.
La famille de Daniela, dont les parents sont devenus formateurs, emménage aux États-Unis en 2005. Camila, la troisième et plus jeune des sœurs, s'installe dans une des maisons de la communauté et commence à être abusée sexuellement par Raniere à l'âge de 15 ans,,. Elle reste sous son emprise pendant douze ans, isolée et vulnérable. Son poids et ses habitudes alimentaires sont surveillés et contrôlés par Raniere. « Dès que nous avons commencé à avoir des relations sexuelles, il me demandait mon poids tous les jours » a-t-elle déclaré lors d'une audience en octobre 2020,. Camila est considérée par les procureurs comme la « première esclave sexuelle » de Keith Raniere,.
En 2006, Daniela tombe enceinte et doit se rendre dans une clinique pour avorter,. Pamela Cafritz accompagne la jeune femme, alors âgée d'une vingtaine d'années, pour préparer avec elle les réponses aux questions du personnel médical. À cette occasion, Daniela apprend que sa sœur Marianna a été emmenée dans la même clinique par Cafritz deux ans auparavant. En 2008, c'est Camila qui interrompt volontairement sa grossesse à la demande de Daniela.
En mars 2010, Daniela est confinée dans une chambre de la maison où résident ses parents et son frère cadet, une sanction décidée par Keith Raniere, qui ne pardonne pas à la jeune femme d'être tombée amoureuse d'un garçon en 2006,. Depuis, Daniela est stigmatisée au sein de la communauté et de sa famille, endoctrinée par le leader du groupe. Durant les mois qui précèdent son enfermement, sortir de la maison familiale est déjà considéré comme une violation des dispositions prises à son encontre. Daniela est finalement confinée dans une seule pièce à partir du 9 mars 2010. Même si la porte n'est pas verrouillée, son statut de sans-papiers et la confiscation de toutes ses affaires personnelles par ses parents l'empêchent de s'enfuir. Pendant presque deux ans, elle écrit et envoie des centaines de lettres suppliant de mettre fin à sa détention,,. 
En février 2012, Daniela quitte la pièce dans laquelle elle est enfermée et tente d’affronter Raniere lors d’un match de volley-ball, mais il se dérobe en voyant arriver la jeune femme,. Elle est reconduite à la frontière mexicaine par son père et abandonnée avec quelques dizaines de dollars et aucun document personnel,.

#### Création et fonctionnement de DOS
En 2015, Keith Raniere crée une société secrète au sein de NXIVM, appelée The Vow (« Le Vœu ») ou « DOS », un acronyme pour l'expression latine Dominus Obsequious Sororium, qui peut se traduire par « Maître des compagnes obéissantes »,,. Les victimes potentielles sont recrutées sous le faux prétexte de rejoindre un groupe de mentorat réservé aux femmes, puis manipulées jusqu'à sceller des vœux d'obéissance,. Chaque mois, les esclaves doivent déposer des « garanties » sur un serveur en ligne – des informations personnelles préjudiciables, des photos ou des vidéos sexuellement explicites et des droits sur les biens personnels – qui permettent à Raniere de maintenir les femmes du groupe sous son emprise,.

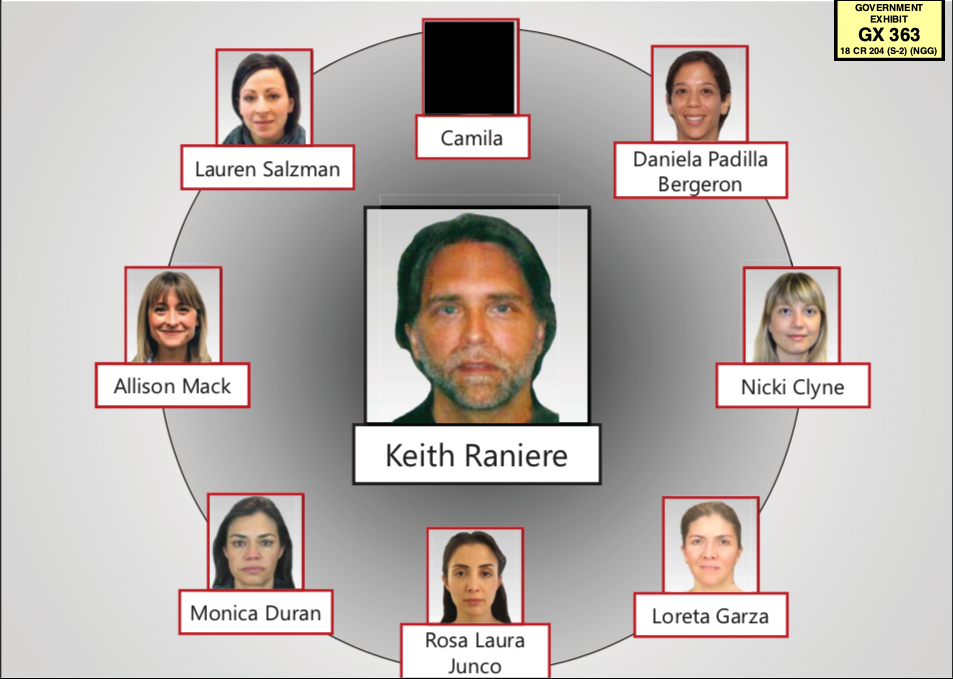
Infographie utilisée comme pièce à conviction lors du procès de Keith Raniere.

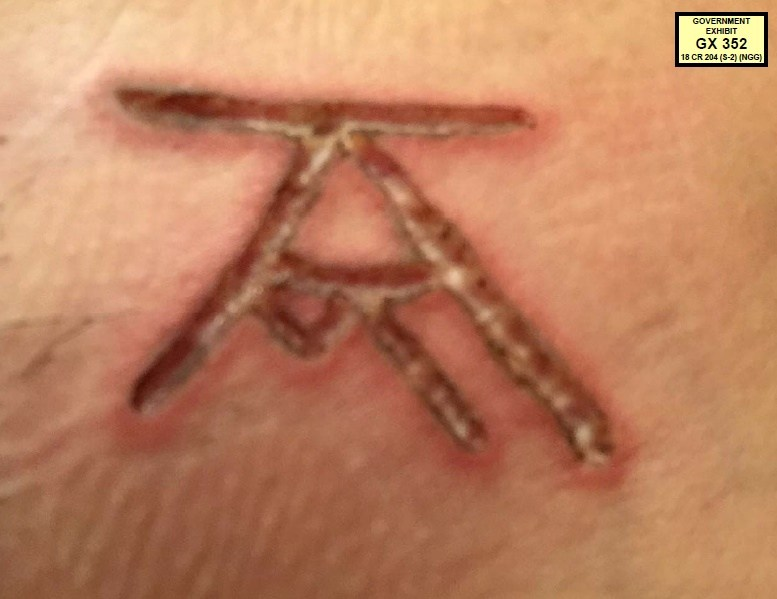
Marque réunissant les initiales de Keith Raniere et Allison Mack.

Il s'appuie sur les membres de son cercle restreint pour exécuter ses ordres et développer le système pyramidal au sommet duquel il se tient,. Lauren Salzman, Allison Mack, Nicki Clyne, Loreta Garza, Camila et trois autres femmes constituent ce premier cercle d'esclaves/maîtres,. Allison Mack dirige la société secrète, collectant les garanties et introduisant progressivement l'existence du « grand maître ». Plusieurs des femmes qu'elle a recrutées pour NXIVM sont devenues ses esclaves au sein de DOS, contraintes d'avoir des relations sexuelles avec Raniere pour que leurs documents personnels ne soient pas dévoilés,,.
Les nouvelles recrues sont marquées au fer lors de cérémonies initiatiques, décrites par des victimes et des témoins comme particulièrement douloureuses,. Une série de conversations enregistrées, dévoilées lors de son procès, indiquent que leur déroulement suit un scénario conçu par Keith Raniere, qui veut que le rituel ressemble à un sacrifice,. Le symbole de la marque réunit secrètement ses initiales et celles de Allison Mack,,.
Des exercices dits de « préparation », prenant la forme de tâches imposées par leur maître, sont assignés aux esclaves à toute heure du jour ou de la nuit. Elles sont soumises à un régime alimentaire extrêmement restrictif et des châtiments corporels  en cas de manquement à leurs obligations (maintien de poses douloureuses, se tenir pieds nus dans la neige, prendre des douches froides, être fouettée par une autre esclave),,. Séduire le chef de la secte est une des directives auxquelles les membres de DOS doivent se soumettre,. Les femmes recrutées doivent également porter un bijou qu'elles ne peuvent pas enlever, appelé « collier de chien »,. Ces « missions » ont servi de base à l'acte d'accusation de Raniere pour trafic sexuel, tentative de trafic sexuel et travail forcé.  

### Exposition de DOS et effondrement de NXIVM
Le 17 octobre 2017, The New York Times rapporte que certaines femmes de NXIVM sont traitées en « esclaves », marquées au fer et compromises par des documents personnels transmis en guise de garanties. Selon l'article, environ seize mille personnes se sont inscrites aux formations proposées par NXIVM depuis la fin des années 1990.

#### Témoignages de lanceurs d'alerte
L'actrice canadienne Sarah Edmondson est l'une des premières personnes à dénoncer publiquement l'existence d'une société secrète au sein de NXIVM. Recrutée en 2005, elle gravit progressivement les échelons de l'entreprise jusqu’à devenir formatrice de haut niveau,. En 2017, après avoir été initiée à DOS et marquée au fer rouge, elle quitte la secte et contacte les médias. Son témoignage expose en détail les abus psychologiques et le système pyramidal de l'organisation.
India Oxenberg, fille de l’actrice Catherine Oxenberg et petite-fille de la princesse Élisabeth de Yougoslavie, rejoint NXIVM en 2011 à l’âge de 19 ans,. Après avoir suivi un cours sur l'entreprenariat et la communication, elle déménage à Clifton Park et se consacre à l'étude des concepts établis par Keith Raniere et Nancy Salzman. Installée dans la maison d'Allison Mack, elle est peu à peu endoctrinée et intègre DOS en 2015, devenant l'une de ses esclaves,.
En 2017, Catherine Oxenberg alerte les autorités fédérales américaines et les médias, contribuant à l'enquête publiée dans le New York Times en octobre de la même année. En août 2018, elle publie Captive: A Mother’s Crusade to Save Her Daughter from a Terrifying Cult, dans lequel elle relate ses démarches pour secourir sa fille. Elle est également productrice et narratrice du téléfilm Escaping the NXIVM Cult: A Mother's Fight to Save Her Daughter, diffusé le 21 septembre 2019.
India Oxenberg quitte NXIVM plusieurs semaines après les arrestations de Keith Raniere et Allison Mack, qui lui a demandé de placer ses affaires personnelles dans un garde-meubles. Elle conserve avec elle une boîte remplie de clés USB contenant des enregistrement audio de conversations entre Raniere et Mack. En octobre 2020, India Oxenberg témoigne dans la série documentaire Seduced: Inside the NXIVM Cult et publie ses mémoires, Still Learning,,,.

#### Arrestation et condamnation des cadres
En mars 2018, le gourou présumé Keith Raniere a été arrêté au Mexique pour trafic sexuel (avec des actes de marquage par brûlure de ses « esclaves sexuelles »). Il encourt de 15 ans à la perpétuité pour ces faits devant la justice américaine. Après six semaines de procès, il est jugé coupable des sept chefs d’inculpation retenus contre lui, dont l'exploitation sexuelle d'une adolescente de 15 ans, extorsion et association de malfaiteurs,, et condamné le 27 octobre 2020 à 120 ans de prison par le tribunal fédéral de Brooklyn.

##### Clare Bronfman
Clare Bronfman est arrêtée le 24 juillet 2018 dans le cadre de cette affaire. Elle est inculpée de plusieurs chefs d'accusation, notamment complot de racket et complot en vue de commettre une usurpation d'identité. Bronfman est libérée après une comparution devant le tribunal au cours de laquelle elle s'est engagée à verser une caution de 100 millions de dollars,. Dans une lettre adressée au juge un mois avant son procès, elle précise ne pas avoir été impliquée dans les activités criminelles de la société secrète. Bronfman écrit aussi qu'elle ne désavouera pas Keith Raniere et que les enseignements de NXIVM l'ont aidée à surmonter « des schémas de dégoût de soi, d'insécurité, de honte et de peurs ».
Le 30 septembre 2020, elle est condamnée à plus de six ans et demi de prison (81 mois exactement) et une amende de 500 000 dollars, une peine supérieure à ce que prévoyait son accord de plaidoyer en raison de son manque apparent de remords,.

##### Allison Mack
L'actrice Allison Mack est arrêtée le 20 avril 2018 par le FBI à Brooklyn, New York, sur la base d'un acte d'accusation dévoilé le même jour. Elle encourt jusqu'à quinze ans d'emprisonnement pour trafic sexuel, complot de trafic sexuel et complot de travail forcé. Selon les documents déposés au tribunal fédéral de Brooklyn, Mack a directement ou implicitement demandé à ses esclaves de se livrer à une activité sexuelle avec Raniere après avoir dissimulé son statut au sein de DOS,. Elle plaide coupable le 8 avril 2019 de racket et complot de racket, admettant avoir collecté et utilisé des informations préjudiciables ou embarrassantes pour faire chanter les membres du groupe,. Mack collabore discrètement avec les enquêteurs en détaillant les missions confiées aux esclaves et en transmettant l'enregistrement d'une conversation avec Raniere sur le marquage au fer. Lors de l'audience de détermination de la peine, les procureurs soulignent l'aide apportée par l'actrice et recommandent une peine en deçà de celle prévue par la loi. Le 30 juin 2021, elle est condamnée à trois ans de prison et une amende de 20 000 dollars par le juge Garaufis,.

##### Lauren Salzman
Lauren Salzman, fille de Nancy Salzman, rencontre Raniere pour la première fois en 1997. Depuis, pendant deux décennies, elle participe activement à la manipulation et à l'exploitation de certains membres de NXIVM. Elle est l'une des huit femmes choisies par Raniere pour être les « maîtres de première ligne » de DOS. En avril 2019, elle plaide coupable dans le cadre des accusations de racket et de complot de racket. Lors de son témoignage, elle révèle de nombreux détails sur les pratiques abusives au sein de DOS, collaborant ainsi avec les autorités. Elle déclare avoir eu vingt-deux esclaves sous ses ordres et avoir persuadé une femme de lui céder des comptes bancaires et une voiture. En juillet 2021, Lauren Salzman est condamnée à cinq ans de probation, dont une assignation à domicile de cinq mois, sans peine d'emprisonnement,.

##### Nancy Salzman
Nancy Salzman, en tant que cofondatrice et directrice de NXIVM, est aussi arrêtée et inculpée le 24 juillet 2018. Elle plaide coupable en mars 2019 de complot de racket, incluant des accusations concernant la surveillance illégale des ennemis présumés de la secte, le vol de données personnelles et la modification de preuves en vue d'un procès dans le New Jersey. Une boîte contenant des informations bancaires privées sur de nombreuses personnes  – notamment des journalistes, des juges et un expert en matière de sectes – est retrouvée par les enquêteurs lors de la perquisition du domicile de Nancy Salzman le 27 mars 2018. À l'approche de l'audience de détermination de la peine, ses avocats soulignent qu'elle a été la première des coaccusés de Raniere à plaider coupable. Les procureurs et d'anciens membres de NXIVM (dont Susan Dones, Mark Vicente et Camila) la décrivent comme indispensable au contrôle de l'organisation. Le 8 septembre 2021, elle est condamnée à trois ans et demi de prison (soit 42 mois) et une amende de 150 000 dollars,.

##### Kathy L. Russell
L'arrestation de Kathy L. Russell a lieu le même jour que celles de Nancy Salzman, Lauren Salzman et Clare Bronfman. Durant presque quinze  ans, elle a occupé le poste de comptable en chef de NXIVM. Elle est mise en cause pour avoir présenté une fausse lettre au consulat américain au Mexique, en février 2014, affirmant que Loreta Garza avait besoin d'un visa pour travailler comme consultante en gestion. En réalité, Garza en avait besoin pour intégrer l'équipe dirigeante de Rainbow Cultural Gardens, une chaîne internationale d'écoles dédiées aux enseignements de Raniere. Elle est aussi devenue l'un des « maîtres de première ligne » de DOS. Russell a également falsifié un document d'identité pour permettre à Daniela d'entrer illégalement aux États-Unis par la frontière canadienne en 2004,. Elle plaide coupable de fraude de visa le 19 avril 2019.
Elle est condamnée à 24 mois de probation et 200 heures de travaux d'intérêt général le 6 octobre 2021. Contrairement aux cinq autres condamnations dans cette affaire, aucune victime n'a déposé de déclaration lors de son procès.

#### Expérimentation humaine non-éthique
Plusieurs programmes affiliés à NXIVM ont été critiqués pour leurs pratiques assimilées à de l'expérimentation humaine. En août 2017, une première plainte est déposée contre Brandon Porter, un médecin partenaire de l'organisation. Il aurait montré des vidéos contenant des scènes particulièrement violentes aux participants d'une « étude sur la peur », incluant des images de décapitations et de viols, sans avertissement préalable,,. Leurs réactions ont été captées et enregistrées par du matériel (imagerie cérébrale, caméra) reliés à des ordinateurs, dont l'achat a été financé par l'Ethical Science Foundation. L'actrice canadienne Jennifer Kobelt estime qu'environ cent personnes ont participé à l'expérimentation du Dr Porter,.
Dans une lettre datée du 6 septembre 2017, le New York State Office of Professional Medical Conduct (OPMC) déclare qu'aucune enquête ne sera ouverte, considérant que les faits décrits « ne constituent pas une faute médicale »,,. L'impact médiatique des articles publiés à partir du mois d'octobre, dans lesquels Brandon Porter est cité,, conduit à un nouvel examen de la plainte de Jennifer Kobelt. À la suite de ces révélations, le médecin démissionne de son poste à l'hôpital St. Peter d'Albany,.
En avril 2018, Brandon Porter est visé par une série d'accusations disciplinaires, notamment « inaptitude morale à exercer la médecine », « négligence grave » et « incompétence grave »,,. Il lui est également reproché de ne pas avoir signalé une épidémie survenue lors de la Vanguard Week en 2016, au cours de laquelle plusieurs dizaines de participants, dont de nombreux enfants, ont été atteints par une maladie infectieuse non identifiée,.
NXIVM reconnait avoir mené des recherches expérimentales sur le comportement humain, notamment concernant le syndrome de Gilles de la Tourette. De 2012 à 2017, le Dr Brandon Porter supervise une « étude de cas » prétendument scientifique de l'Ethical Science Foundation, conduite sans surveillance académique ni examen par des pairs,,. En 2018, NXIVM produit un film documentaire faisant la promotion d'un « traitement » élaboré par Keith Raniere et Nancy Salzman, intitulé My Tourette’s,. Il est projeté dans plusieurs festivals en Californie la même année,.
En août 2019, la licence médicale de Brandon Porter est révoquée par le New York State Department of Health.

## Documentaires télévisés
- Escaping the NXIVM Cult: A Mother's Fight to Save Her Daughter (en), téléfilm de la journaliste Lisa Robinson (en), diffusé sur la chaîne de télévision américaine Lifetime le 21 septembre 2019[84].
- The Lost Women of NXIVM (en) est un documentaire de Investigation Discovery sur le sort de plusieurs femmes de NXIVM disparues ou mortes dans des circonstances suspectes, diffusé pour la première fois le 8 décembre 2019[52].
- The Vow est une série documentaire réalisée par Jenane Noujaim et Karim Amer sur la secte et son leader. La première saison est diffusée sur HBO à partir du 23 août 2020[105] et la deuxième saison à partir du 17 octobre 2022[106].